# Francesco Fedato
Francesco Fedato (* 15. Oktober 1992 in Mirano, Italien) ist ein italienischer Fußballspieler. 

## Karriere

### Verein
Fedato begann das Fußballspielen bei dem FBC Unione Venedig, vielleicht auch schon dessen Vorgängerverein, der SSC Venedig. Für Venedig war er in der Jugend bis 2011 aktiv. Zudem absolvierte er bis dahin vier Spiele für die Profimannschaft, wobei ihm ein Treffer gelang. Von 2011 bis 2012 spielte Fedato für die AS Lucchese Libertas in der Eccellenza Toscana. Mit Lucchese, für die Fedato in 27 Partien elf Treffer erzielte, gelang ihm die Meisterschaft in der sechsten Liga. Daraufhin wechselte er zum Zweitligisten AS Bari, für den er in eineinhalb Jahren 40 Spiele absolvierte und neun Tore erzielte.
Im Januar 2014 wurde Fedato vom Erstligist Sampdoria Genua verpflichtet, jedoch umgehend an den Ligakonkurrenten Catania Calcio verliehen. Sein Serie-A-Debüt in der Saison 2013/14 gab Fedato am 9. Februar 2014 in der Partie gegen den FC Parma. Nach acht weiteren Einsätzen kehrte er zu Sampdoria zurück. In der Hinrunde der Saison 2014/15 absolvierte er jedoch nur ein Spiel für Sampdoria, sodass er im Januar 2015 erneut verliehen wurde. In der Rückrunde der Zweitligasaison 2014/15 spielte Fedato 19 Partien für den FC Modena und erzielte drei Treffer. Die Saison 2015/16 spielte Fedato in der Serie B auf Leihbasis für die AS Livorno. Auch für Livorno steuerte er drei Treffer in 19 Partien bei. Die Saison 2016/17 stand Fedato in der Hinserie für den FC Bari 1908 auf dem Platz, in der Rückserie für den FC Carpi, ohne für eine der Mannschaften einen Treffer erzielt zu haben.
Aufgrund nachlassender Leistungen ließ Sampdoria Fedato ablösefrei ziehen, woraufhin dieser sich Foggia Calcio anschloss. In 17 Partien der Saison 2017/18 gelangen ihm zwei Treffer. Im August 2018 wurde Fedato an Piacenza Calcio 1919 in die Serie C verliehen, verließ die Mannschaft jedoch bereits im Januar 2019 wieder und schloss sich erneut per Leihe Trapani Calcio an.

### Nationalmannschaft
Fedato lief im Jahr 2013 bei einem Spiel der U-20-Nationalmannschaft Italiens auf. Zudem absolvierte er noch im selben Jahr drei Partien für die U-21-Auswahl Italiens, in denen er einen Treffer erzielen konnte.